# Aleksandr Anatólievich Vólkov
Aleksandr «Sasha» Anatólievich Vólkov (Omsk, URSS; 28 de marzo de 1964) es un exjugador profesional de baloncesto ucraniano. Con 2,08 metros de altura, jugaba tanto en la posición de alero como de ala-pívot.

## Trayectoria deportiva
Ganó la medalla de oro en los Juegos Olímpicos de Seúl 1988 como miembro de la Selección de baloncesto de la URSS. Jugó profesionalmente en el BC Budivelnyk (1981-1986 y 1988-1989), CSKA Moscú (1986-1988), Atlanta Hawks (1989-1992), Viola Reggio Calabria (1992-1993), Panathinaikos (1993-1994), Olympiacos (1994-1995), y BC Kiev (2000-2002).

## Política
De 1999 a 2000, fue Ministro de Deportes en Ucrania. Desde junio de 2007, ha dirigido la Federación Ucrania de Baloncesto. En 2022 se unió a la lucha contra la invasión de su país por parte de Rusia.

## Estadísticas de su carrera en la NBA

### Temporada regular
| Año     | Equipo  | PJ  | PT | MPP  | %TC  | %3P  | %TL  | RPP | APP | ROB | TPP | PPP |
| ------- | ------- | --- | -- | ---- | ---- | ---- | ---- | --- | --- | --- | --- | --- |
| 1989-90 | Atlanta | 72  | 4  | 13.0 | .482 | .382 | .583 | 1.7 | 1.2 | .5  | .3  | 5.0 |
| 1991-92 | Atlanta | 77  | 27 | 19.7 | .441 | .318 | .631 | 3.4 | 3.2 | .9  | .4  | 8.6 |
| Total   | Total   | 149 | 31 | 16.5 | .455 | .333 | .613 | 2.6 | 2.2 | .7  | .3  | 6.8 |